# Kiss It Better
Kiss It Better – drugi singel barbadoskiej piosenkarki Rihanny, promujący jej ósmy album studyjny ANTI. Piosenka została wydana 30 marca 2016. Twórcami tekstami są Jeff Bhasker, John Glass, Teddy Sinclair i Rihanna.
Utwór łączy elementy synth rocka i R&B, charakteryzując się brzmieniem lat 80. oraz wyrazistym solo gitarowym. Singel został wydany w formacie cyfrowym. Mimo umiarkowanego sukcesu komercyjnego w porównaniu z innymi singlami z albumu, zdobył uznanie krytyków i był nominowany do nagrody Grammy w kategorii Best R&B Song. Teledysk do piosenki, w reżyserii Craiga McDeana, ukazał się tego samego dnia co premiera singla.

## Lista utworów
- Dance Remix EP[1]

1. "Kiss It Better" (R3hab Remix) – 3:04
2. "Kiss It Better" (Four Tet Remix) – 4:56
3. "Kiss It Better" (Kaytranada Remix) – 5:25
4. "Kiss It Better" (Feenixpawl Remix) – 3:53

## Notowania

### Notowania tygodniowe
| Lista (2016)                              | Najwyższa pozycja |
| ----------------------------------------- | ----------------- |
| Australia (ARIA)                          | 48                |
| Belgia (Ultratop Flanders Urban)          | 1                 |
| Belgia (Ultratip Bubbling Under Flanders) | 15                |
| Belgia (Ultratip Bubbling Under Wallonia) | 32                |
| Finlandia (Radiosoittolisa)               | 77                |
| Francja (SNEP)                            | 76                |
| Holandia (Dutch Top 40 Tipparade)         | 66                |
| Irlandia (IRMA)                           | 66                |
| Kanada (Canadian Hot 100)                 | 54                |
| Nowa Zelandia (RMNZ)                      | 3                 |
| RPA (EMA)                                 | 4                 |
| Stany Zjednoczone (Billboard Hot 100)     | 62                |
| Stany Zjednoczone (Dance Club Songs)      | 1                 |
| Stany Zjednoczone (Hot R&B/Hip-Hop Songs) | 21                |
| Stany Zjednoczone (Pop Airplay)           | 24                |
| Stany Zjednoczone (Rhythmic)              | 39                |
| Szwecja (Sverigetopplistan)               | 4                 |
| Szkocja (OCC)                             | 8                 |
| Wielka Brytania (Singles)                 | 46                |
| Wielka Brytania (Hip Hop/R&B)             | 8                 |